# Distretto di Xiangcheng (Xiangyang)
Il distretto di Xiangcheng (樊城区S, Xiāngchéng QūP) è un distretto della Cina, situato nella provincia di Hubei e amministrato dalla prefettura di Xiangyang.